# Albert Preziosi
Albert Preziosi (n. 25 iulie 1915, Vezzani, Corsica - d. 28 iulie 1943, în luptă) a fost un militar francez din Forțele Franceze Libere, pilot și presupusul părinte biologic al liderului libian Muammar Gaddafi.
Preziosi s-a născut în orașul corsican Vezzani. El s-a înrolat în Forțele Franceze Libere ca pilot, luptând mai întâi alături de generalul Leclerc în Africa de Nord, unde a fost doborât de inamic. A supraviețuit, fiind găzduit de o familie libiană, la care a locuit pentru o lună. A fost transferat în Rusia, unde a fost murit chiar înainte ca avionul lui să fie doborât, în 1943. O placă comemorativă a fost dezvelită în orașul lui natal, Vezzani.
S-a sugerat că Preziosi este tatăl lui Gaddafi, după ce acesta a avut o scurtă legătură cu o femeie libiană în 1941, cam pe când Gaddafi a fost conceput. Pe atunci, Preziosi era staționat în Libia. Camarazii lui Preziosi își amintesc de acea legătură; copilul rezultat a fost crescut de unchiul femeii și a mers la școală în străinătate, deși incidentul a fost ținut secret. 
Gaddafi semăna mult cu Preziosi în tinerețe: fratele lui își amintește că mama lor, pe când urmărea o emisiune de știri la televizor prezentându-l pe liderul libian, prin anii '70, a exclamat: „Uite-l pe Albert!” .